# Marquette Electronics 8000 Holter System
Marquette Electronics 8000 Holter System (8000 Holter System) је кућни рачунар фирме Marquette Electronics који је почео да се производи у САД током nown. године.
Користио је непознато микропроцесорску јединицу а RAM меморија рачунара је имала капацитет од непознато. 

## Детаљни подаци
Детаљнији подаци о рачунару 8000 Holter System су дати у табели испод.
|                       |                                           |
| [ 1 ]                 |                                           |
| Произвођач            |                                           |
| Тип                   | кућни рачунар                             |
| Меморија              | непознато                                 |
| Поријекло             | Сједињене Америчке Државе                 |
| Година                | nown                                      |
| Тастатура             | QWERTY тастатура са нумеричком тастатуром |
| Процесор              | непознато                                 |
| Фреквенција процесора | непознато                                 |
| RAM                   | непознато                                 |
| ROM                   | непознато                                 |
| Текст                 | непознато                                 |
| Графика               | непознато                                 |
| Боја                  | непознато                                 |
| Звук                  | непознато                                 |
| Димензије             |                                           |
| Портови               |                                           |
| Оперативни систем     |                                           |